# Orthostatische hypotensie
Orthostatische hypotensie of posturale hypotensie is een plotselinge hypotensie, daling van de bloeddruk, van meer dan 20 mmHg systolisch of meer dan 10 mmHg diastolisch die optreedt bij plotseling opstaan (binnen 3 minuten na het opstaan). Symptomen zijn duizeligheid, licht-in-het-hoofd worden, hoofdpijn, (sterk) verminderd zicht en flauwvallen.

## Oorzaken
Orthostatische hypotensie komt veel voor bij jonge slanke mensen tussen 15 en 20 jaar en is dan onschuldig. Bij ouderen kan het een bijwerking zijn van hydrochloorthiazide, een bloeddrukmedicatie.
Het kan ook een cardiale oorzaak hebben, bijvoorbeeld hartfalen (decompensatio cordis). Daarnaast is het ook een bijwerking van sommige medicijnen tegen psychose en depressie.
Bij gevorderde ziekte van Parkinson kan orthostatische hypotensie optreden door aantasting van het autonoom zenuwstelsel. Bij bepaalde parkinsonismen zoals MSA of Lewy-body-dementie komt het verschijnsel al vroeg in de ziektegeschiedenis voor. Orthostatische hypotensie kan echter ook juist een bijwerking zijn van medicatie tegen parkinsonverschijnselen.
Bij diabetes mellitus kan het zich voordoen als teken van autonome neuropathie.

## Diagnose
- Het typische verhaal van de patiënt (zwart voor de ogen bij het opstaan) doet de diagnose vermoeden.
- Door de bloeddruk in verschillende houdingen te meten (liggend en zittend of zittend en staand) kan de diagnose gesteld worden. Hierbij is het belangrijk de bloeddruk zowel één als vijf minuten na de houdingsverandering te meten, want de bloeddruk zakt meestal pas na een tijdje.

## Behandeling
De behandeling is afhankelijk van de oorzaak.
1. Bij jonge mensen is het beste advies om bij de overgang van liggen naar zitten of van zitten naar staan dit niet te snel te doen, maar even aan de nieuwe houding te wennen. Het gaat met het vorderen van de leeftijd meestal over.
2. Indien verantwoord moet medicatie met bijwerkingen worden aangepast.
3. Voor (meestal oude) mensen met de ziekte van Parkinson of Lewy-body-dementie en orthostatische hypotensie, zijn er allerlei leefregels uit te proberen, zoals de kamer niet te warm maken, geen warm bad nemen, geen grote maaltijden nuttigen, voldoende zout en vocht innemen, geen blaasinstrument bespelen, of (hoge) elastische kousen dragen. Obstipatie, moeilijk kunnen plassen en bloedarmoede moeten zo goed mogelijk behandeld worden. Eventueel kunnen medicamenten geprobeerd worden.